# Барышникова, Анастасия Павловна
Анастасия Павловна Барышникова (род. 30 ноября 1988 года, г. Шуя, Ивановская область, РСФСР, СССР) — российский искусствовед, член-корреспондент РАХ (2021).

## Биография
Родилась 30 ноября 1988 года в г. Шуя Ивановской области, живёт и работает в Москве.
В 2012 году — окончила Шуйский государственный педагогический университет, в 2021 году — окончила магистратуру Московского государственного академического художественного института имени В. И. Сурикова, специальность «искусствовед».
С 2016 года — участник программы строительства православных храмов в г. Москве.
В 2021 году — избрана членом-корреспондентом Российской академии художеств от Отделения искусствознания и художественной критики.
Руководитель проекта «Православные художественные мастерские „Ковчег“», Ярославская область.

## Творческая и общественная деятельность
Основные проекты: куратор строительства храма в честь священномученика Ермогена в Гольяново в г. Москве (2016—2023); разработка иконографии и авторский надзор над созданием икон для верхнего храма Воскресения Христова и нижнего храма святого равноапостольного князя Владимира — Главного храма Вооруженных сил (в соавторстве с Д. Смирновым, 2018—2020); разработка интерьера (в соавторстве с Ю. С. Беловой, 2018—2020), системы росписей храма Казанской иконы Божией Матери в Орле и авторский надзор над реализацией проекта (2020—2021); руководитель работ по частичной росписи свода храма Крестовоздвижения в с. Дарна (с 2023); разработка модельного ряда икон для иконостаса храма в Печорах (в соавторстве с Д. Смирновым, с 2023).
Выставочные проекты: куратор экспозиции «Александр Невский. Прошлое. Настоящее» в выставочном зале Союза художников России на Крымском Валу (Москва, 2021); организатор экспозиции «За нами Победа. Сила в правде» в Государственной Думе РФ (Москва, 2022).
Общественная деятельность: муниципальный депутат района Гольяново г. Москвы (2016—2023).

## Государственные и общественные награды
- Орден Почёта (2020)[1]
- Медаль преподобного Андрея Иконописца Русской Православной Церкви (2021)
- Медаль «Художник Греков» Министерства обороны РФ (2021)
- Знак отличия Департамента культуры Министерства обороны РФ «За заслуги» (2023)
- Благодарность РАХ (2021)